# Corinthian Bowl
Corinthian Bowl è stata una coppa di calcio svedese giocata tra il 1906 e il 1913 per commemorare la visita in Svezia nel 1904 del club inglese del Corinthians F.C..

## Albo d'oro
| Anno | Vincitore      | Finalista      |
| ---- | -------------- | -------------- |
| 1906 | Örgryte IS     | IFK Stockholm  |
| 1907 | Örgryte IS     | IFK Stockholm  |
| 1908 | Örgryte IS     | Djurgårdens IF |
| 1909 | Örgryte IS     | IFK Uppsala    |
| 1910 | Djurgårdens IF | Örgryte IS     |
| 1911 | Örgryte IS     | Djurgårdens IF |
| 1912 | Örgryte IS     | AIK            |
| 1913 | Örgryte IS     | AIK            |

## Titoli per club
| Titoli | Club           |
| ------ | -------------- |
| 7      | Örgryte IS     |
| 1      | Djurgårdens IF |